# Son Altesse Royale (film, 1929)
Pour les articles homonymes, voir Son Altesse Royale (homonymie).

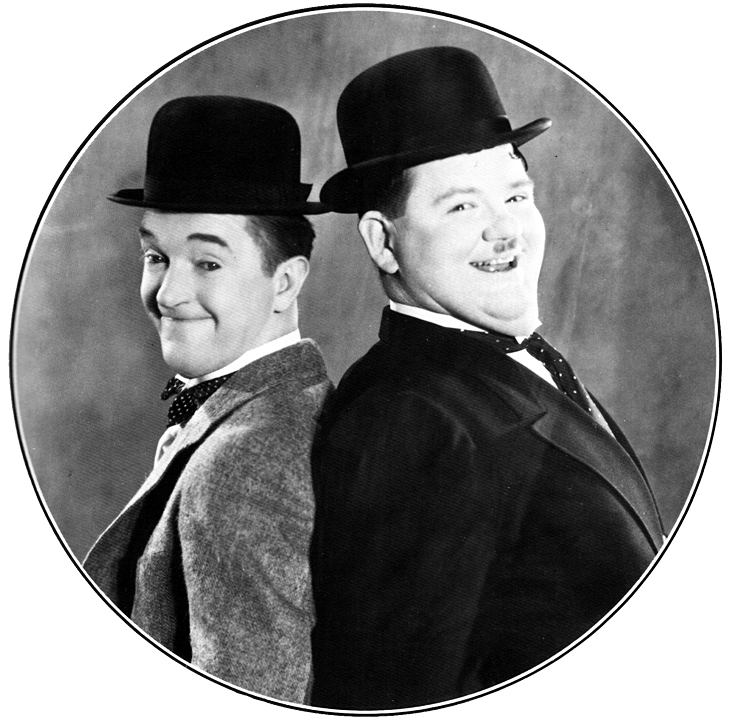
Laurel et Hardy.

Son Altesse Royale (Double Whoopee) est un court-métrage américain muet et en noir et blanc réalisé par Lewis R. Foster, sorti en 1929. 
Il met en scène le duo comique Laurel et Hardy, avec une brève apparition de Jean Harlow.

## Synopsis
Dans un grand hôtel où l'on attend l'arrivée d'un prince, le personnel prend par erreur Stan Laurel et Oliver Hardy pour celui-ci et son premier ministre. En réalité, ils viennent pour des postes de portier et de groom. Une fois le quiproquo dissipé, ils commencent leur travail. Les incidents s'enchaînent.

## Fiche technique
- Titre : Son Altesse Royale
- Titre original : Double Whoopee
- Réalisation : Lewis R. Foster
- Scénario : Leo McCarey (histoire), H.M. Walker (intertitres)
- Musique Robert Israel (version restaurée de 2011)
- Montage : Richard Currier
- Producteur : Hal Roach
- Société de production : Hal Roach Studios
- Société de distribution : Metro-Goldwyn-Mayer
- Pays de production :  États-Unis
- Langue originale : anglais américain
- Format : noir et blanc — film muet
- Genre : comédie burlesque
- Durée : 19 minutes
- Date de sortie : 18 mai 1929

## Distribution
- Stan Laurel : Stanley Laurel
- Oliver Hardy : Oliver Hardy
- Jean Harlow : la cliente en robe du soir chic
- Ed Brandenburg : un groom
- Chet Brandenburg : un groom
- William Gillespie : le directeur de l'hôtel
- Charlie Hall : le chauffeur de taxi teigneux
- Charley Rogers : le Premier ministre
- Rolfe Sedan (non crédité) : le réceptionniste de l'hôtel
- Tiny Sandford : le policier
- Hans Joby: le prince
- Ham Kinsey : un chauffeur taxi
- Sam Lufkin : l'homme qui se fait mettre le doigt dans l’œil
- Jack Deery : un client de l'hôtel
- Rosalind Byrne : une cliente de l'hôtel